# Bauhinia quinanensis
Bauhinia quinanensis är en ärtväxtart som beskrevs av T. Chen. Bauhinia quinanensis ingår i släktet Bauhinia och familjen ärtväxter. Inga underarter finns listade i Catalogue of Life.